# Новая (Глинковское сельское поселение)
Но́вая — деревня в Глинковском районе Смоленской области России. Население – 96 жителей (2007 год). Расположена в центральной части области к северу от села Глинка, в 12 км севернее автодороги Р96 Новоалександровский (А101) Спас-Деменск — Ельня — Починок. Входит в состав Глинковского сельского поселения.

## История
В годы Великой Отечественной войны деревня была оккупирована гитлеровскими войсками в июле 1941 года, освобождена в ходе Ельнинско-Дорогобужской операции в 1943 году. 